# Tárogató
Tárogató je jednoplátkový dřevěný hudební nástroj. Všechny současně používané názvy - ať se již jedná o tárogató (množné číslo tárogatók) či töröksíp v maďarštině, taragot v rumunštině nebo turecká píšťala obecně - ve skutečnosti označují dva různé maďarské lidové nástroje. Moderní tárogató bylo sice sestrojeno ve snaze uvést znovu do života původní historický nástroj, se svým předchůdcem však toho má jen pramálo společného.

## Historie

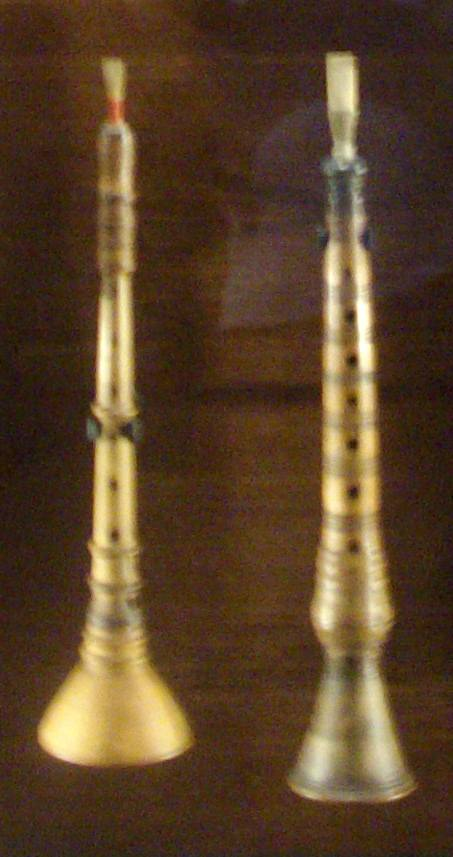
Dvě stará tárogata ze sbírek muzea hudebních nástrojů v Bruselu

První zmínky o tárogatu se objevují již v 15. století v maďarském písemnictví, ale není zcela vyloučeno, že je Maďaři přinesli do Evropy již v 9. století při svém prvním příchodu z Asie. Je však patrné, že se tento nástroj vyvinul z asijského dechového nástroje zurna, kterou sebou ve středověku přinesli do Evropy Turci - odtud maďarský název töröksip čili turecká píšťala používaný jako synonymum pro tárogató. Nabízí se rovněž domněnka, že se oba nástroje společně vyvíjely tak dlouho, až nakonec splynuly v jeden. Prapůvod tárogata lze vystopovat v Persii, odkud se dostalo do Maďarska během tureckých válek. Až do 18. století se tárogató nápadně podobalo šalmaji bez klapek opatřenému dvojitým plátkem.
Tárogató se díky své hlasitosti a pronikavému zvuku používalo v bitvách jako signální nástroj podobně jako polnice nebo dudy. Nástroj byl v Maďarsku spojován s vlasteneckým odbojem, který v letech 1703 až 1711 vyústil v Rákócziho povstání za nezávislost Uher, a proto po jeho porážce rakouská vrchnost usilovala o to, aby upadlo v zapomnění. Kromě toho se nástroj kvůli svému průraznému zvuku problematicky uplatňoval v orchestru, a tak se téměř vytratil z veřejného života.
Otcem nového konceptu tárogata se v osmdesátých letech 19. století stal nástrojař Vencel József Schunda (*1845 Dubeč u Prahy - †1923 Budapešť). Osadil nástroj hubicí s jednoduchým plátkem, zvolil dřevěný korpus s kónickým vrtáním a klapkový systém tak, že moderní tárogató silně připomíná dřevěný sopránsaxofon. V roce 1900 Schunda představil nové tárogató na Světové výstavě v Paříži a o čtyři roky později v bavorském Bayreuthu. K jeho výrobě se nejčastěji používá grenadilové dřevo podobně jako u klarinetu. Nástroj se vyráběl v několika verzích, ale v praxi se dnes používá prakticky jen sopránové tárogató laděné v B♭ o délce přibližně 74 cm. Svým zvukem, který zní jakoby truchlivě ve spodním rejstříku a ve vyšších polohách zas poněkud mečivě, připomíná něco mezi anglickým rohem a sopránovým saxofonem. Ostatní typy jsou velmi vzácné; maďarský nástrojař János Stowasser kdysi zhotovil celou sadu sedmi nástrojů, které vévodilo kontrabasové tárogató laděné v E♭. Jak již bylo řečeno, moderní nástroje prakticky v ničem nepřipomínají své historické předky, a proto si je prakticky nelze splést. Vzhledem k zásadním konstrukčním rozdílům mezi oběma nástroji by bylo jistě přesnější označovat moderní nástroj jako schundafon; v maďarském prostředí se však z vlasteneckých důvodů uchovalo původní označení tárogató, které se vžilo celosvětově.
Před 2. světovou válkou se tárogató stalo symbolem maďarské aristokracie a v mimořádné oblibě je choval maďarský regent Miklós Horthy. Po 2. světové válce se výroba tárogata v Maďarsku zastavila a pokračovalo v ní pouze Rumunsko, kde se dodnes těší obrovské oblibě. V předválečné době se tárogató vyrábělo také v českých Kraslicích. Na začátku 90. let začali někteří maďarští nástrojaři tárogató znovu vyrábět a o jeho znovuzrození se dá hovořit v celosvětovém měřítku - vyrábějí je dokonce někteří nástrojaři i v USA.

## Moderní využití
Moderní tárogató lze občas slyšet v 3. jednání opery Tristan a Isolda Richarda Wagnera; v některých operách již zdomácnělo - např. v londýnské Královské opeře, kde v 999. až 1149. taktu Wagnerovy opery nahradilo anglické rohy. Richard Wagner pro tuto závěrečnou pasáž neuvedl tárogató výslovně, navrhl pouze "nějaký speciálně postavený přirozený jednoplátkový nástroj".
Ve dvacátých letech přinesl vojenský hudebník Luţă Ioviţă tárogató do rumunského Banátu, kde rychle zdomácnělo a stalo se nesmírně populárním nástrojem označovaným jako taragot.
Celosvětový věhlas tárogatu zajistil rumunský lidový hudebník Dumitru Fărcaş, rodák z historické oblasti Maramureş, který je dnes považován za nejvýznamnějšího taragotistu na světě.

#### Výrobci tárogat
- Stephen Fox
- Bruno Salenson